# Jan Eggum
Jan Eggum, född 8 december 1951 i Bergen, är en norsk vissångare och artist som har varit aktiv sedan 1975. Många av Eggums visor är svårmodiga, texterna handlar ofta om kärlekssorg, separation eller ensamhet. I andra låtar visar han upp mer humoristiska, samhällskritiska och mer triviala sidor av sig själv.
Jan Eggum är intimt förknippad med hemstaden Bergen. Eggum sjunger alltid sina norska texter på hemstadens dialekt.  
Dock inledde han karriären som pubsångare i London där han i två år försörjde sig på att skriva sånger på engelska. Bland annat skrev Eggum en av sina mest kända sånger, "En natt forbi", ursprungligen på engelska med titeln "Alone, Awake".
År 1975 fick Eggum skivkontrakt med den norska avdelningen av skivbolaget CBS, och spelade in sin debutplatta Jan Eggum på hösten samma år. Men genombrottet kom först efter hans tredje album, Heksedans från 1977, för vilket han som upphovsman belönades med "Bransjeprisen" under Spellemannprisen 1977. På albumet finns bland annat klassikern "Mor, jeg vil tilbake".
Eggum har sedan dess varit en av Norges mest kända artister, både som soloartist och i andra sammanhang. Han vann Spellemannprisen 1979 i visklassen för albumet En sang fra vest, Gammleng-prisen i visklassen 1989 och Spellemannprisen 1999 i klassen visor och visrock för albumet Deilig. Han har även vunnit två Spellemannpriser som medlem av Gitarkameratene, kvartetten som förutom Eggum består av Halvdan Sivertsen, Lillebjørn Nilsen och Øystein Sunde.

## Diskografi

### Studioalbum
- Jan Eggum (1975)
- Trubadur (1976)
- Heksedans (1977)
- En natt forbi (1979)
- Alarmen går (1982)
- E.G.G.U.M. (1985)
- Da Capo (1990)
- Underveis (1991)
- Nesten ikke tilstede (1993)
- Dingli bang (1997)
- Deilig (1999)
- President (2002)
- Alle gjør det (2004)
- Hjerteknuser (2007)
- Kjærlighet og ærlighet 1 (2011)
- Kjærlighet og ærlighet 2 (2011)
- Kjærlighet og ærlighet 3 (2011)
- Rio (2015)
- Alt, akkurat nå (2018)

### Livealbum
- En sang fra vest (1979)

### Singlar
- «En sang fra vest»/«Kort opphold» (1979)
- «Alarmen går»/«Vest for Voss» (1981)
- «En helt ny dag»/«Sommeren nytes best om vinteren» (1984)
- «Utenfor» (1988) (med Bjørn Eidsvåg, Sidsel Endresen, Silje Nergaard)

### Samlingsalbum
- 5 år med Jan Eggum – 14 utvalgte sanger (1980)
- Mang slags kjærlighet (1994)
- Ekte Eggum (2001)
- 30/30 (2005)

### Album med Gitarkameratene
- Gitarkameratene (1989) (livealbum)
- Typisk norsk (1990)
- Kanon! (2010) (livealbum)

### Med andra artister
- Div. artister: VisFestivalen Västervik 1978 (1978)
- Div. artister: Norske viser i 70-åra (1980)
- Forente artister: Sammen for livet (1985)
- Div. artister: Utenfor/Naken hud (1988)
- Gitarkameratene: Gitarkameratene (1989)
- Gitarkameratene: Typisk norsk (1990)
- Div. artister: Æ – en tribute til Åge Aleksandersen (1992)
- Gustav Lorentzen: 1. klasse (1992)
- Div. artister: Det beste av norsk musikk 1978-1980 (1998)
- Div. artister: Solide saker – en hyllest til DumDum Boys (1999)
- Vamp: En annen sol (2000)
- Div. artister: Norske viseperler (2000)
- Div. artister: Antons villfaring (2002) (Musikal av Erlend Loe/Jan Eggum)
- Div. artister: Gull i fra grønne skoger: Vidar Sandbeck (2003)
- Kaia Huuse: Trist og fint (2004)
- Div. artister: Norsk rocks historie vol. 5: Viserock (1969-1977) (2004)
- Div. artister: Venn (2005)
- Div. artister: Dans til musikken (2006)

### Norska Melodifestivalen
- Deilige Drøm (1988) (10:e plats i den norska finalen)

### Böcker/noter
- Ugress i ditt bed (1977; Eide Forlag)
- Heksedans (1981; Eide Forlag)
- Mellom borger og bohem (1991; Eide Forlag)
- Mang slags kjærlighet - 40 sanger del 2 (1994; Blåmann Forlag)
- Dingli Bang (1997; Blåmann Forlag)
- Deilig (1999; Blåmann Forlag)
- Nesten den samme (tekster) (2000; Blåmann Forlag)
- Norsk pop- og rockleksikon (2005; Vega Forlag)

## Priser och utmärkelser
- 1977 – Spellemannprisen ("Bransjeprisen")[4][5][6]
- 1979 – Spellemannprisen i klassen "Visor" för albumet En sang fra vest [4][6]
- 1989 – Gammleng-prisen i klassen "Visor"[7]
- 1990 – Spellemannprisen i klassen "Visor" för albumet Typisk norsk och "Årets Spellemann" som medlem av Gitarkameratene[8][9]
- 1997 – Prøysenprisen[10]
- 1998 – Edvard-prisen i klassen "Populärmusik" för låten "På'an igjen"[11]
- 1999 – Spellemannprisen i klassen "Visor och visrock" för albumet Deilig [4][12]
- 2002 – Bjellesauprisen[13]
- 2005 – Tekstforfatterfondets ærespris[14]
- 2005 – Norsk Artistforbunds ærespris[15]
- 2011 – Spellemannprisen, "Hederspris"[16]
- 2011 – Gammleng-prisen i klassen "Veteran"[17][7]